# Baude Cordier

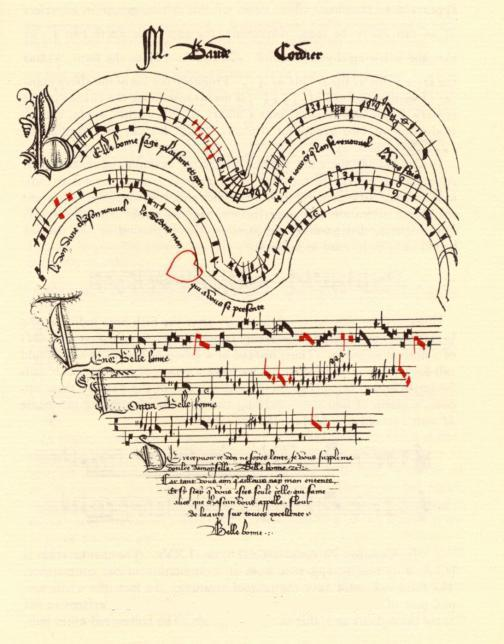
Corazón de un manuscrito de cordier llamado Belle, Bonne, Sage,.

Baude Cordier (1380 en Reims-1440) fue un compositor francés, representativo por el estilo musical llamado Ars subtilior. La mayoría de sus obras principales se encuentran en el Codex de Chantilly que es un manuscrito que recopila importante música del Ars subtilior. El manuscrito de la canción de Belle, bonne et sage está en forma de corazón, el canon Tout par compas está en forma de círculo.
Su música era conocida en Italia, ya que se encontraron varios de sus manuscritos en el norte de Italia. Once obras fueron conservadas en total.